# Ян Малаховський (єпископ)
Ян Малаховський гербу Наленч (нар. 1623, Бонкова-Ґура — пом. 20 серпня 1699, Краків) — римсько-католицький і державний діяч, дипломат Речі Посполитої; єпископ хелмінський (1676–1681) і краківський (1681–1699); референдар коронний (1666–1676), підканцлер коронний (1679–1681).

## Життєпис
Народився Ян Малаховський 1623 року у Бонковій-Ґурі біля Сєрадза. Походив зі знатної шляхетської родини Малаховських гербу Наленч. Батько — Александер Теодор Малаховський (1600–1629), хорунжий сєрадзький, мати — Маріанна Якторовська. Мав брата Францішека, каштеляна сєрадзького, і сестру Кристину, дружину Станіслава Заборського. Його прадід Миколай Малаховський дав початок шляхетській гілці роду.
Ян Малаховський спочатку навчався у колегіумі єзуїтів у Каліші, потім продовжив навчатися на юриста в Академії Краківській. Для завершення освіти, він виїхав за кордон, де, зокрема, перебував на імператорському дворі Фердинанда III. Одружився з Маґдаленою з Шембеків, тіткою майбутнього примаса Кшиштофа Антонія, з якою, однак, не мав дітей.
Від початку Хмельниччини 1648 року Малаховський служив у війську під керівництвом, на той час, воєводи подільського Станіслава Потоцького й у битвах з козаками заслужив звання ротмістра. 1651 року відзначився у битві під Берестечком, зблизився із, на той час, яворівським старостою і полковником коронного війська Яном Собеським і звернув на себе увагу короля Яна Казимира.
Рано овдовівши, він вирішив стати священником і перед 1655 роком прийняв посвячення. Завдяки протекції архієпископа львівського Яна Тарновського Малаховський швидко просувався щаблями церковної кар'єри: став пробстом у Рогатині та каноніком у Львівській катедральній капітулі (1655), з 1664 року був схоластиком цієї ж капітули. Протягом 1655–1657 років був капеланом короля Яна Казимира, супроводжував його під час вигнання під час Потопу у Сілезії, з 1660 року був каноніком краківським і пробстом у Більську-Підляському, де власним коштом збудував парафіяльний костел.

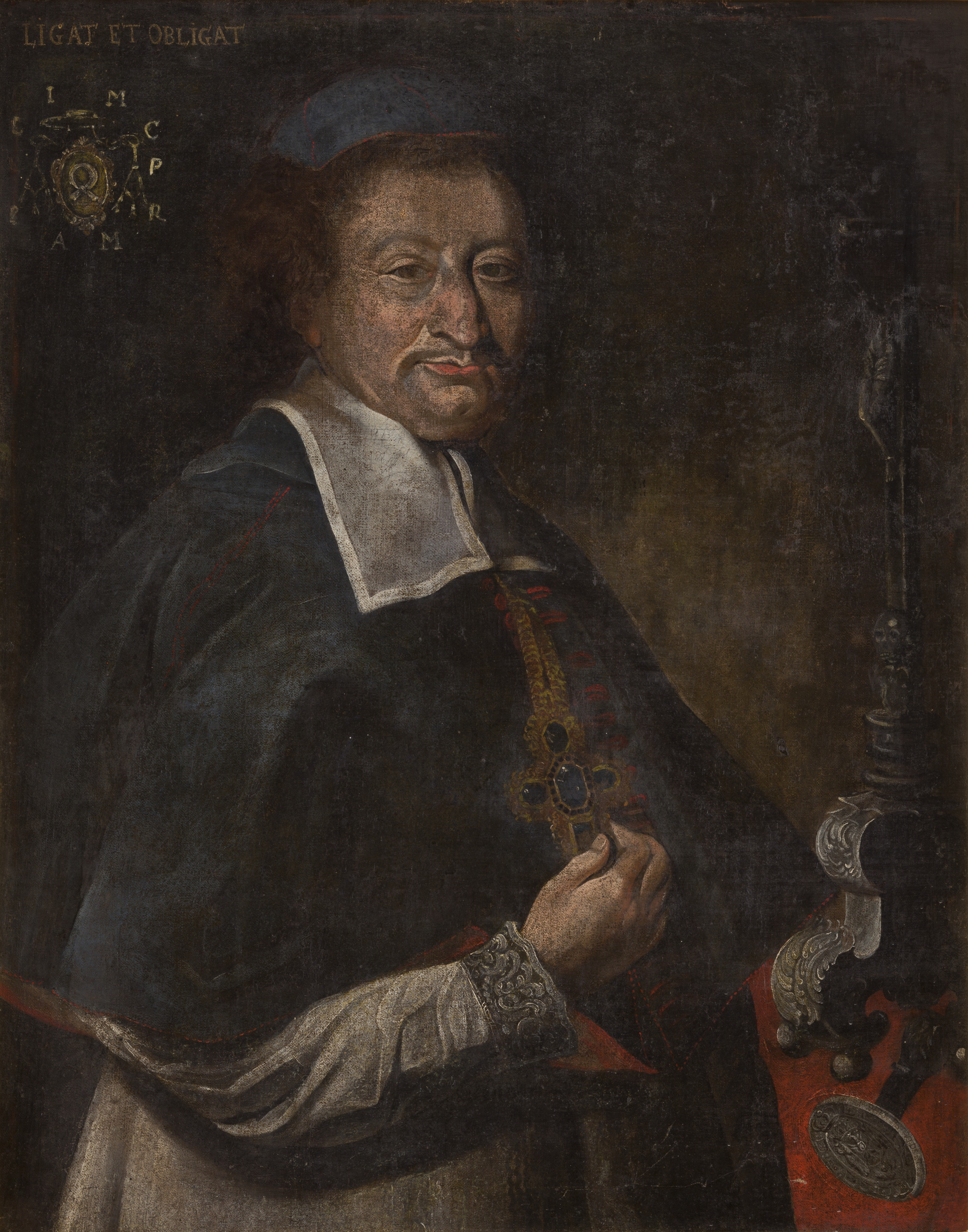
Портрет Яна Малаховського у Національному музеї у Кракові

За заслуги Малаховський отримав абатство бенедиктинців у Моґільно та 16 червня 1666 року був винагороджений урядом референдаря коронного, який обіймав до березня 1676 року. На цьому уряді був королівським посланцем на регіональні сеймики, двічі їздив із конфіденційними місіями до Франції та один раз до курфюрста Бранденбурга. Як королівський комісар брав участь у розмежуванні королівських земель на Гродненщині. Королева Марія Людвіка зробила його розпорядником своїх доходів і 1667 року одним із виконавців свого заповіту.
Після абдикації Яна Казимира 1668 року, Малаховський підтримував кандидатура французького принца Конде на посаду короля Речі Посполитої. Був електором Михайла Корибута Вишневецького 1669 року від Сєрадзького воєводства. Також, був електором Яна Собеського від того ж воєводства 1674 року, підписав його pacta conventa.
3 березня 1676 року, на коронаційному сеймі у Кракові, Ян III призначив Малаховського Хелмінським єпископом. 7 березня 1679 року на сеймі у Гродно останній був призначений підканцлером коронним, на цьому уряді перебував до березня 1681 року.
Як один із найближчих соратників короля, Малаховський вирізнявся працьовитістю та вірністю. За дорученням короля він приймав омаж від прусських міст, а 1678 року провів люстрацію муніципальних маєтків Ґданська та Торуня. Під час сеймових засідань, як сенатор, працював над збереженням згоди в країні. У Хелмінській дієцезії він провів візитації костелів та оголосив ״Decretum ordinationis generalia". Він також створив окремий фонд для навернених з лютеранства та кальвінізму, відновив семінарію, яка не діяла з часів «потопу», значно підвищивши її утримання та передавши її Конгрегації місіонерів Святого Вінсента де Поля з Варшави.
Перед 3 березня 1681 року король номінував Яна Малаховського на вакантний від 1679 року уряд Краківського єпископа. 12 травня він отримав папську провізію, інгрес до Вавельської катедри відбув 27 вересня.

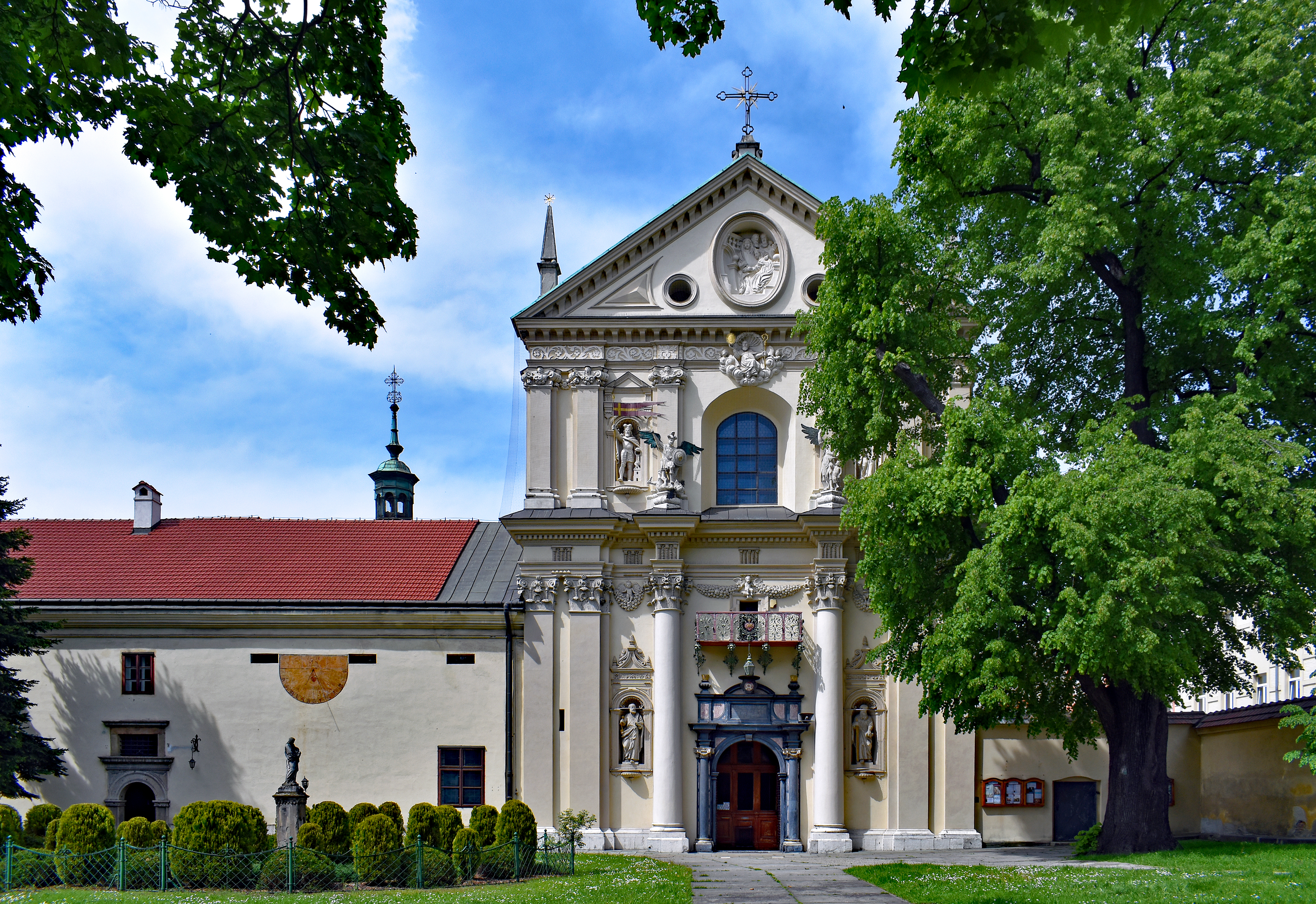
Будівля костелу святого Франциска Сальського у Кракові

Як краківський єпископ, Малаховський гаряче підтримував плани війни з Османською імперією та союзу з цісарем. 1683 року від імені сеймових станів Речі Посполитої він вів переговори з імперським посланцем Вальдштейном і папськими нунціями про фінансові субсидії, а потім про участь поляків в антитурецькій лізі, створеній папою Інокентієм XI та імператором Леопольдом I. За переконаннями Малаховський, як і всі польські єпископи, був прогабсбурзької орієнтації, однак він не покинув короля, коли той намагався після невдалих походів на Молдавію та Україну зблизитися з Людовіком XIV і за допомогою Франції покласти край війні з Османською імперією, хоча інші єпископи, побоюючись папи, стримано ставилися до цих планів, і Малаховський мусив зважати на їхню позицію. Певною мірою заслугою Малаховського була відмова короля від профранцузької політики та повернення до союзу з Габсбургами. Для віденської експедиції Малаховський вислав королю піхотний підрозділ з 300 чоловік з району міста Мушини, та гусарську хоругву під керівництвом свого племінника Станіслава, і взяв на себе всі витрати на відновлення укріплень Кракова та постачання міста. Він вшанував віденців пам'ятною дошкою (біля каплиці Сигізмунда) у Вавельському соборі. Під час бурхливих сеймових засідань наприкінці правління Яна III він намагався ліквідувати конфлікти між прихильниками Сапєг і антисапєгівською опозицією. Гучною була участь Малаховського у пом'якшенні суперечок на сеймі 1688 року між Юзефом Богуславом Слушкою та сапежинським слугою Казімєжем Станіславом Домбровським, або на сеймі 1695 року між Сапєгами та Кришпінами-Кіршенштейнами. Він також вимагав покарання за розпалювання бунту в костелах під час проведення в них сеймиків. У період міжкоролів'я після смерті Яна III, єпископ власним коштом направив 500 вояків для підтримання спокою у Кракові.
Будучи краківським єпископом, Ян Малаховський реформував духовну семінарію, передавши її під опіку Конгрегації місіонерів Святого Вінсента де Поля. Малаховський переселив цей орден, що мав головний осідок у Франції, до Кракова 1682 року з Варшави, поселив на Страдомі та надав їм управління деякими селами з навколишніх церковних маєтків. Він також привіз до Кракова з Франції орден сестер візитанток, яким протягом 1682–1695 років фінансував побудову костелу і кляштору. З власних коштів відремонтував оборонні укріплення Кракова. 1690 року завершив беатифікацію княгині Кінги. 1697 року був електором Августа II Сильного від Краківського воєводства.
Помер Ян Малаховський 20 серпня 1699 у Кракові, був похований у Вавельській катедрі, серце його було поховане у краківському костелі візитанток.

### Фундатор і меценат

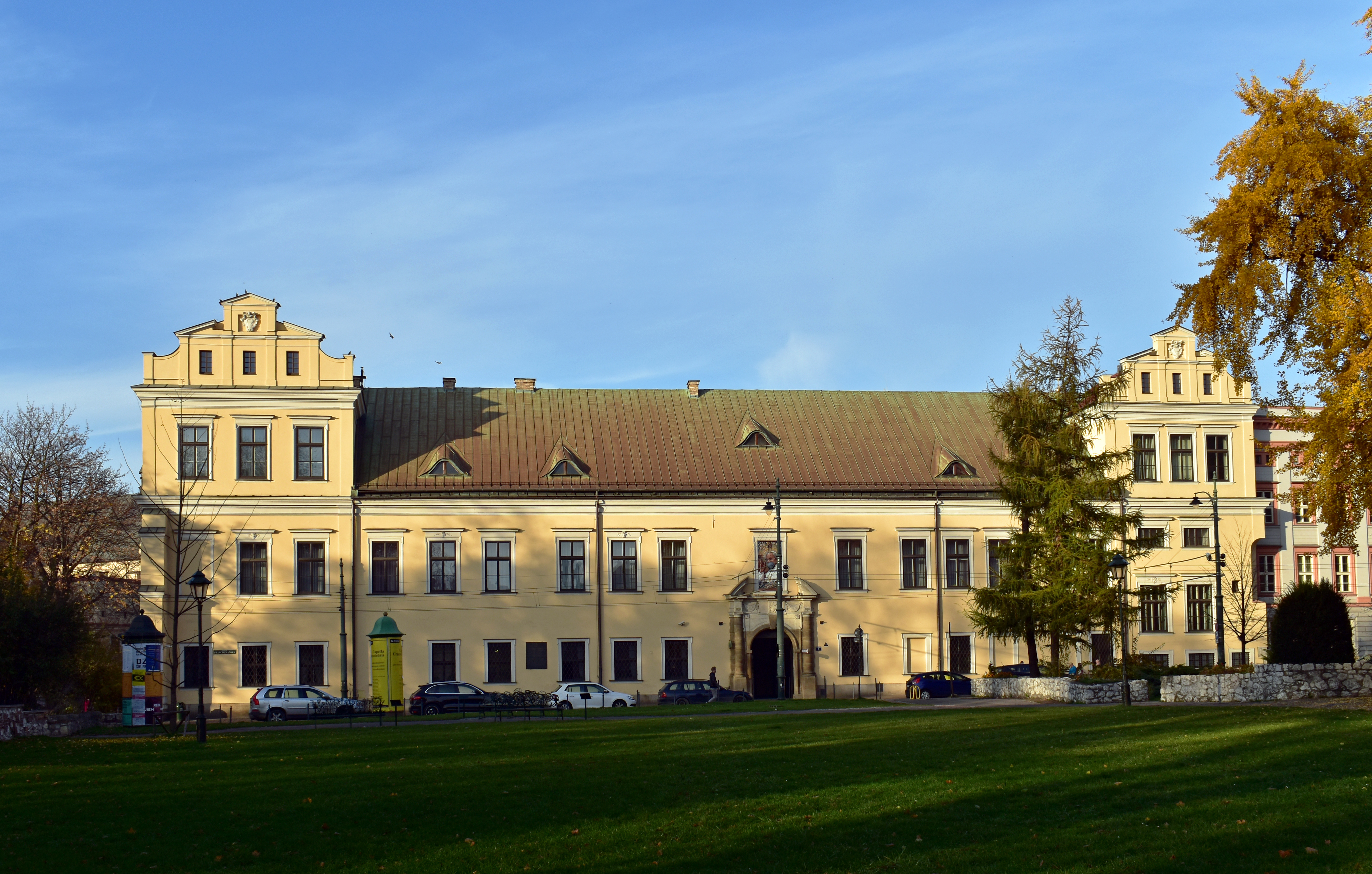
Єпископський палац у Кракові

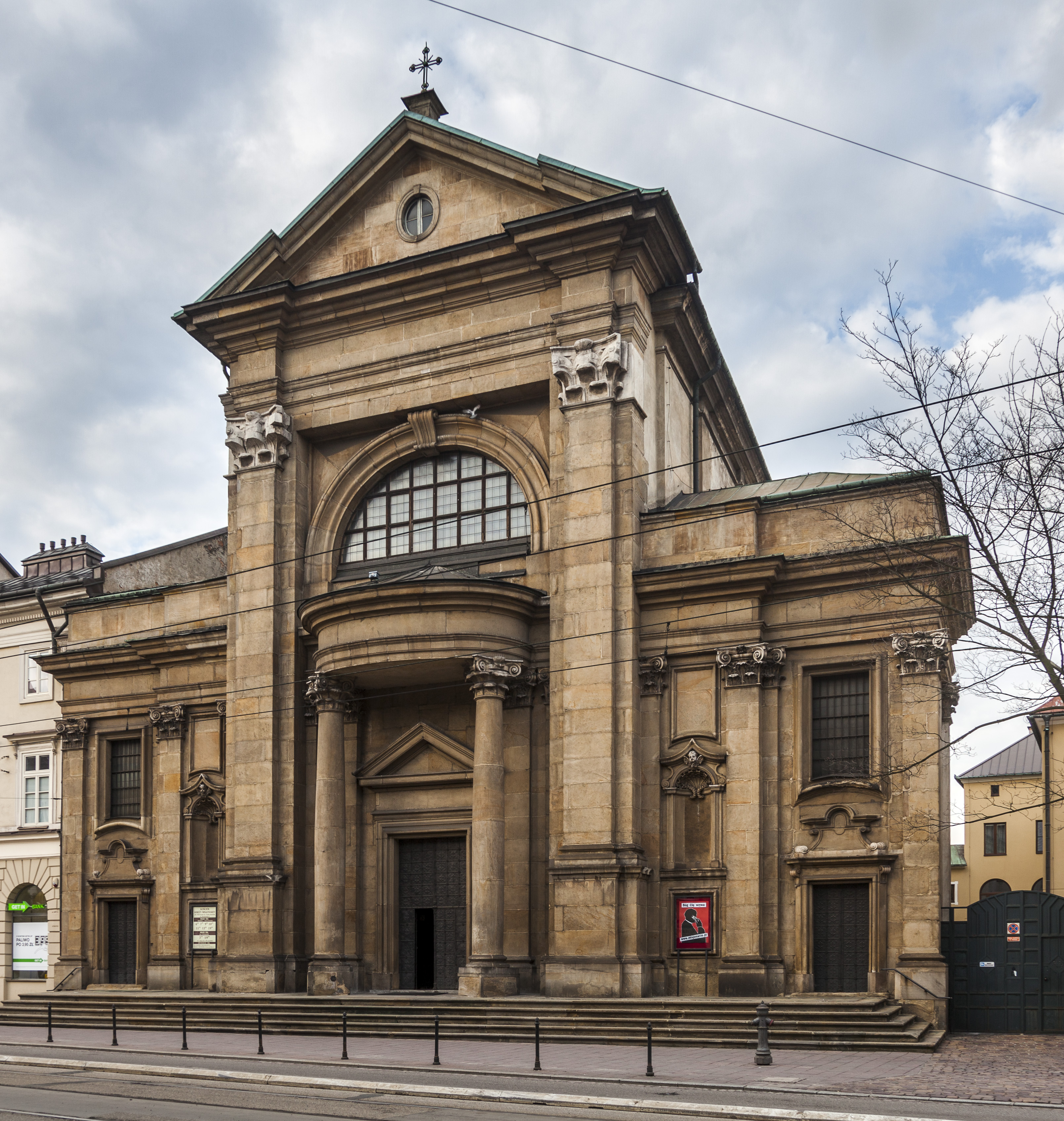
Костел навернення святого Павла у Кракові

Із фундаторською діяльністю Малаховського пов'язані чотири проекти будівництва: місіонерський монастир (1683–1686), кляштор (1687–1692) і костел святого Франциска Сальського (1692–1695) візитанток, і перебудова єпископського палацу у Кракові (1691–1692), перебудова замку єпископів краківських у Бодзентині (1689–1691). Також, він сприяв закладенню наріжного каменю у будові місіонерського костелу навернення святого Павла 1693 року.
Єпископ Малаховський у своєму заповіті виділив Краківській капітулі 100 000 злотих, єзуїтам — 10 000 злотих і 80 000 злотих призначалися для підданих у єпископських маєтках, які не мали грошей, щоб сплатити свої гіберни (тобто податок на церковне майно для зимових квартир для армії). Він пожертвував цінні гобелени частково краківським домініканцям, частково Вавельському собору. Жезл єпископа Малаховського донині зберігається в катедральній скарбниці. Він також був щедрим до своєї родини, сприяв кар'єрі свого племінника Станіслава. Коли 1695 року у останнього, що на той час був воєводою каліським, народився син, він одразу ж заповів дитині 100 000 злотих.